# Whiting (rivière)
Pour les articles homonymes, voir Whiting.
La rivière Whiting est un cours d'eau d'Alaska, aux États-Unis  et de Colombie-Britannique au Canada.

## Description
Longue de 40 milles (64 km), elle prend sa source en Colombie-Britannique entre l'embouchure de la rivière Taku et de la rivière Stikine, traverse la frontière entre le Canada et les États-Unis, et se jette dans la baie Gilbert à  33 milles (53 km) au sud-est de Juneau.
Elle a été nommée en 1888 par le commandant Thomas, de l'US Navy, en l'honneur du médecin Robert Whiting.

## Sources
- (en) « Whiting (rivière) », Geographic Names Information System